# Horní komora
Horní komora je označení pro jednu ze sněmoven dvoukomorového parlamentu. Často se jedná o komoru s nižšími pravomocemi než má dolní komora, není to však pravidlem. Jejím smyslem je zpravidla stabilizace zákonodárství a ostatních rozhodnutí parlamentu, což se může odrážet i v odlišnostech způsobu volby nebo jmenování jeho členů, senátorů, délce jejich mandátu apod.

## Federace
Ve federacích je v horní komoře (zejm. Senátu) často zastoupení jednotlivých členských států federace paritní, na rozdíl od dolní komory, kde obvykle záleží na počtu obyvatel členského státu. Ve federacích mají horní komory obvykle větší moc než horní komory v unitárních státech. Senát USA je má dokonce větší; schvaluje například mezinárodní dohody, soudce nejvyššího soudu a další klíčové posty, což sněmovna nedělá. V zákonodárném procesu jsou si v USA obě komory rovnocenné a o další pravomoci se dělí.

### Příklady
- Senát USA – USA
- Australský Senát – Austrálie
- Sněmovna národů FS – ČSFR
- Rada federace – Rusko
- Spolková rada – Německo
- Sněmovna států – Indie

## Monarchie
V parlamentních (konstitučních) monarchiích většinou zastupuje horní komora parlamentu zájmy panovníka a šlechty. V dolní komoře se pak zpravidla zastupují zájmy poddaných.

### Příklady
- Sněmovna lordů – Velká Británie
- Norský Lagting

## Unitární republiky
V unitárních republikách (nikoliv federativních) mají horní komory zpravidla slabší postavení ve srovnání s dolní komorou a jsou tak do určité míry (např. kvalifikovanou většinou) přehlasovatelné dolní komorou. Někde reprezentují regionální samosprávné orgány, byť se považují za provincie, kraje a podobně a nikoliv za státy resp. země, jako např. ve Francii.

### Příklady
- Senát Parlamentu České republiky – Česko
- Senát Polska – Polsko
- Francouzský Senát – Francie
- Senát Parlamentu Itálie – Itálie
- Sněmovna radních – Japonsko